# Raymond Robertson
Raymond Robertson (* 11. Dezember 1959) ist ein schottischer Politiker der Scottish Conservative Party.

## Leben
Robertson besuchte die Garrion Academy in Wishaw und studierte dann an der Universität Glasgow sowie dem Jordanhill College. Anschließend war er als Lehrer für Geschichte und Modern Studies tätig. Im Jahre 2002 gründete Robertson das Beratungsunternehmen Halogen Communications.

## Politischer Werdegang
Zwischen 1982 und 1984 war Robertson Vorsitzender der jungen Konservativen. Erstmals bei den Unterhauswahlen 1987 trat er im Wahlkreis Clydesdale zu nationalen Wahlen an. Er konnte sich jedoch nicht gegen den Labour-Kandidaten Jimmy Hood durchsetzen und verpasste damit den Einzug in das britische Unterhaus. Bei den Unterhauswahlen 1992 bewarb sich Robertson um das Mandat des Wahlkreises Aberdeen South. Es gelang ihm den größten Stimmanteil auf sich zu vereinen und somit das Unterhausmandat von dem amtierenden Labour-Politiker Frank Doran zu gewinnen. Nachdem er zunächst als Parliamentary Private Secretary von Michael Ancram im Northern Ireland Office tätig gewesen war, erhielt er einen Ministerposten mit den Ressorts Bildung, Wohnungsbau, Fischereiwesen und Sport im Scottish Office. Bei den Unterhauswahlen 1997 schloss Robertson mit massiven Stimmverlusten im Wahlkreis Aberdeen South nur als drittplatzierter ab und schied aus dem Unterhaus aus. Das Mandat ging an Anne Begg von der Labour Party. Bis zu den Unterhauswahlen 2001 war Robertson Vorsitzender der Scottish Conservative Party. Ein letztes Mal bewarb sich Robertson um das Mandat des Wahlkreises Eastwood. Er unterlag Jim Murphy von der Labour Party.